# Saison 2010 de Women's Professional Soccer
Navigation
WPS 2009 WPS 2011
La saison 2010 de Women's Professional Soccer est la deuxième saison de Women's Professional Soccer (WPS), le championnat professionnel américain de soccer féminin.

## Les équipes participantes en 2010
Pour cette seconde édition de la Women's Professional Soccer, 8 équipes prennent part au début de la compétition.

Après l'abandon de Saint-Louis en pleine saison, il n'en reste que 7.
| Équipe                    | Stade                   | Ville                           | Année de création | Participation WPS |
| ------------------------- | ----------------------- | ------------------------------- | ----------------- | ----------------- |
| Atlanta Beat              | KSU Soccer Stadium      | Kennesaw, Géorgie               | 2009              | depuis 2010       |
| Boston Breakers           | Harvard Stadium         | Boston, Massachusetts           | 2001              | depuis 2009       |
| Chicago Red Stars         | Toyota Park             | Bridgeview, Illinois            | 2008              | depuis 2009       |
| FC Gold Pride             | Pioneer Stadium         | Hayward, Californie             | 2008              | depuis 2009       |
| Philadelphia Independence | John A. Farrell Stadium | West Chester, Pennsylvanie      | 2009              | depuis 2010       |
| Sky Blue FC               | Yurcak Field            | Piscataway Township, New Jersey | 2008              | depuis 2009       |
| Washington Freedom        | Maryland SoccerPlex     | Boyds, Maryland                 | 2001              | depuis 2009       |

Saint Louis Athletica a commencé le championnat mais a dû s'arrêter à cause de difficultés financières.

## Changements par rapport à la saison 2009
- Deux franchises, basées à Philadelphie[1], et à Atlanta[2], rejoignent le championnat.

- L'équipe des Los Angeles Sol est dissoute le 28 janvier 2010 après que le groupe Anschutz Entertainment Group qui était l'actionnaire majoritaire de la franchise se soit désengagée après avoir laissé un déficit d'environ deux millions de dollars[3].

- Le nombre de matchs de la saison passe de 20 à 24.

- Le 27 mai, la franchise de Saint Louis Athletica s'arrête à cause de problèmes financiers. Les joueuses sont libérées et deviennent agents libres le 1er juin.

## Compétition

### Format
- La saison régulière débute le 10 avril et se termine le 12 septembre.
Les play-offs commencent le 19 septembre et se terminent le 26 septembre.

- Chaque équipe joue 24 matchs. Les équipes jouent quatre fois face à trois adversaires (2 matchs à domicile + 2 matchs à l'extérieur) et trois fois face à quatre adversaires (2 matchs à domicile + 1 match à l'extérieur pour deux adversaires et 1 match à domicile + 2 matchs à l'extérieur pour deux autres adversaires)  ce qui fait un total de 24 matchs avec 12 matchs à domicile et 12 matchs à l'extérieur.

- Le format des play-offs est identique à la saison 2009.

Les 4 premières équipes se qualifient pour les play-offs.

L'équipe qui termine en tête de la saison régulière est automatiquement qualifiée pour la finale du championnat.

Les 3e et 4e de la saison régulière s'affronteront le 19 septembre.

Le gagnant affrontera le 2e de la saison régulière le 22 ou le 23 septembre.

Le vainqueur de ce dernier match jouera le 26 septembre la finale du championnat face à l'équipe qui a fini en tête de la saison régulière.
- Les matchs joués contre Saint Louis Athletica avant la dissolution de ce club restent pris en compte.

En cas d'égalité de points, les critères suivants sont utilisés afin de départager les équipes :
1. Points pris dans les confrontations directes
2. Différence de buts dans les confrontations directes
3. Différence de buts générale
4. Nombre de buts marqués
5. Points marqués à l'extérieur
6. Différence de buts à l'extérieur
7. Nombre de buts marqués à l'extérieur
8. Tirage à la pièce[4]

### Résultats
| Atlanta Beat              | PHI | WSH | BAY | PHI | NJ  | WSH | CHI | CHI | PHI | BAY | CHI | BOS | NJ  | CHI | WSH | BAY | BOS | BOS | PHI | BOS | BAY | BOS | NJ  | WSH |
| Atlanta Beat              | 0-0 | 3-1 | 2-1 | 1-0 | 0-1 | 0-2 | 0-0 | 1-0 | 2-2 | 0-4 | 1-1 | 3-1 | 0-1 | 1-0 | 3-2 | 0-0 | 2-0 | 1-2 | 3-1 | 2-3 | 1-6 | 1-3 | 0-0 | 1-0 |
| Boston Breakers           | WSH | PHI | STL | CHI | WSH | BAY | NJ  | NJ  | BAY | CHI | PHI | ATL | WSH | BAY | CHI | WAS | ATL | PHI | NJ  | ATL | PHI | ATL | BAY | NJ  |
| Boston Breakers           | 1-2 | 1-1 | 1-1 | 0-2 | 0-0 | 1-2 | 0-0 | 1-2 | 1-0 | 1-2 | 1-2 | 3-1 | 2-1 | 1-2 | 1-3 | 3-1 | 2-0 | 2-2 | 4-0 | 2-3 | 1-2 | 1-3 | 2-0 | 0-0 |
| Chicago Red Stars         | NJ  | STL | NJ  | BOS | BAY | PHI | BAY | ATL | WSH | ATL | BOS | WSH | ATL | NJ  | ATL | BOS | PHI | NJ  | BAY | PHI | WAS | BAY | PHI | WAS |
| Chicago Red Stars         | 1-0 | 1-1 | 0-1 | 0-2 | 2-0 | 0-1 | 1-0 | 0-0 | 2-2 | 1-0 | 1-2 | 0-0 | 1-1 | 2-0 | 1-0 | 1-3 | 3-0 | 1-2 | 0-0 | 1-2 | 2-0 | 2-3 | 2-0 | 2-1 |
| FC Gold Pride             | STL | NJ  | ATL | NJ  | CHI | BOS | CHI | WSH | PHI | BOS | NJ  | ATL | WAS | PHI | BOS | WSH | ATL | CHI | WSH | CHI | ATL | NJ  | BOS | PHI |
| FC Gold Pride             | 2-0 | 3-1 | 2-1 | 0-1 | 2-0 | 1-2 | 1-0 | 1-1 | 1-3 | 1-0 | 0-2 | 0-4 | 3-2 | 2-0 | 1-2 | 1-4 | 0-0 | 0-0 | 0-0 | 2-3 | 1-6 | 1-1 | 2-0 | 4-1 |
| Philadelphia Independence | ATL | BOS | WSH | ATL | STL | CHI | WSH | NJ  | BAY | NJ  | ATL | WSH | BOS | BAY | NJ  | CHI | WSH | BOS | CHI | ATL | NJ  | BOS | CHI | BAY |
| Philadelphia Independence | 0-0 | 1-1 | 3-1 | 1-0 | 2-1 | 0-1 | 2-1 | 2-1 | 1-3 | 1-4 | 2-2 | 3-2 | 1-2 | 2-0 | 4-1 | 3-0 | 2-0 | 2-2 | 1-2 | 3-2 | 1-0 | 1-2 | 2-0 | 4-1 |
| Saint Louis Athletica     | BAY | CHI | BOS | WSH | PHI | NJ  |     |     |     |     |     |     |     |     |     |     |     |     |     |     |     |     |     |     |
| Saint Louis Athletica     | 2-0 | 1-1 | 1-1 | 3-1 | 2-1 | 2-2 |     |     |     |     |     |     |     |     |     |     |     |     |     |     |     |     |     |     |
| Sky Blue FC               | CHI | BAY | CHI | BAY | ATL | STL | BOS | PHI | BOS | PHI | BAY | WSH | CHI | ATL | PHI | CHI | ATL | WAS | BOS | PHI | WSH | BAY | ATL | BOS |
| Sky Blue FC               | 1-0 | 3-1 | 0-1 | 0-1 | 0-1 | 2-2 | 0-0 | 2-1 | 1-2 | 1-4 | 0-2 | 0-0 | 2-0 | 0-1 | 4-1 | 1-2 | 1-2 | 1-1 | 4-0 | 1-0 | 2-1 | 1-1 | 0-0 | 0-0 |
| Washington Freedom        | BOS | ATL | PHI | STL | BOS | ATL | PHI | BAY | CHI | PHI | CHI | NJ  | BAY | BOS | BAY | ATL | BOS | PHI | NJ  | BAY | CHI | NJ  | CHI | ATL |
| Washington Freedom        | 1-2 | 3-1 | 3-1 | 3-1 | 0-0 | 0-2 | 2-1 | 1-1 | 2-2 | 3-2 | 0-0 | 0-0 | 3-2 | 2-1 | 1-4 | 3-2 | 3-1 | 2-0 | 1-1 | 0-0 | 2-0 | 2-1 | 2-1 | 1-0 |

2010 schedule

### Classement
| Place | Équipe                    | J  | V  | N | D  | BP | BC | Diff | Points |
| ----- | ------------------------- | -- | -- | - | -- | -- | -- | ---- | ------ |
| 1     | FC Gold Pride             | 24 | 16 | 5 | 3  | 46 | 19 | +27  | 53     |
| 2     | Boston Breakers           | 24 | 10 | 6 | 8  | 36 | 28 | +8   | 36     |
| 3     | Philadelphia Independence | 24 | 10 | 4 | 10 | 37 | 36 | +1   | 34     |
| 4     | Washington Freedom        | 24 | 8  | 7 | 9  | 33 | 33 | 0    | 31     |
| 5     | Sky Blue FC               | 24 | 7  | 7 | 10 | 20 | 31 | -11  | 28     |
| 6     | Chicago Red Stars         | 24 | 7  | 6 | 11 | 21 | 27 | -6   | 27     |
| 7     | Atlanta Beat              | 24 | 5  | 6 | 13 | 20 | 40 | -20  | 21     |

|  | Légende :                                                     |
|  | Équipe qualifiée automatiquement pour la finale des play-offs |
|  | Équipe qualifiée pour les play-offs                           |

### Play-offs

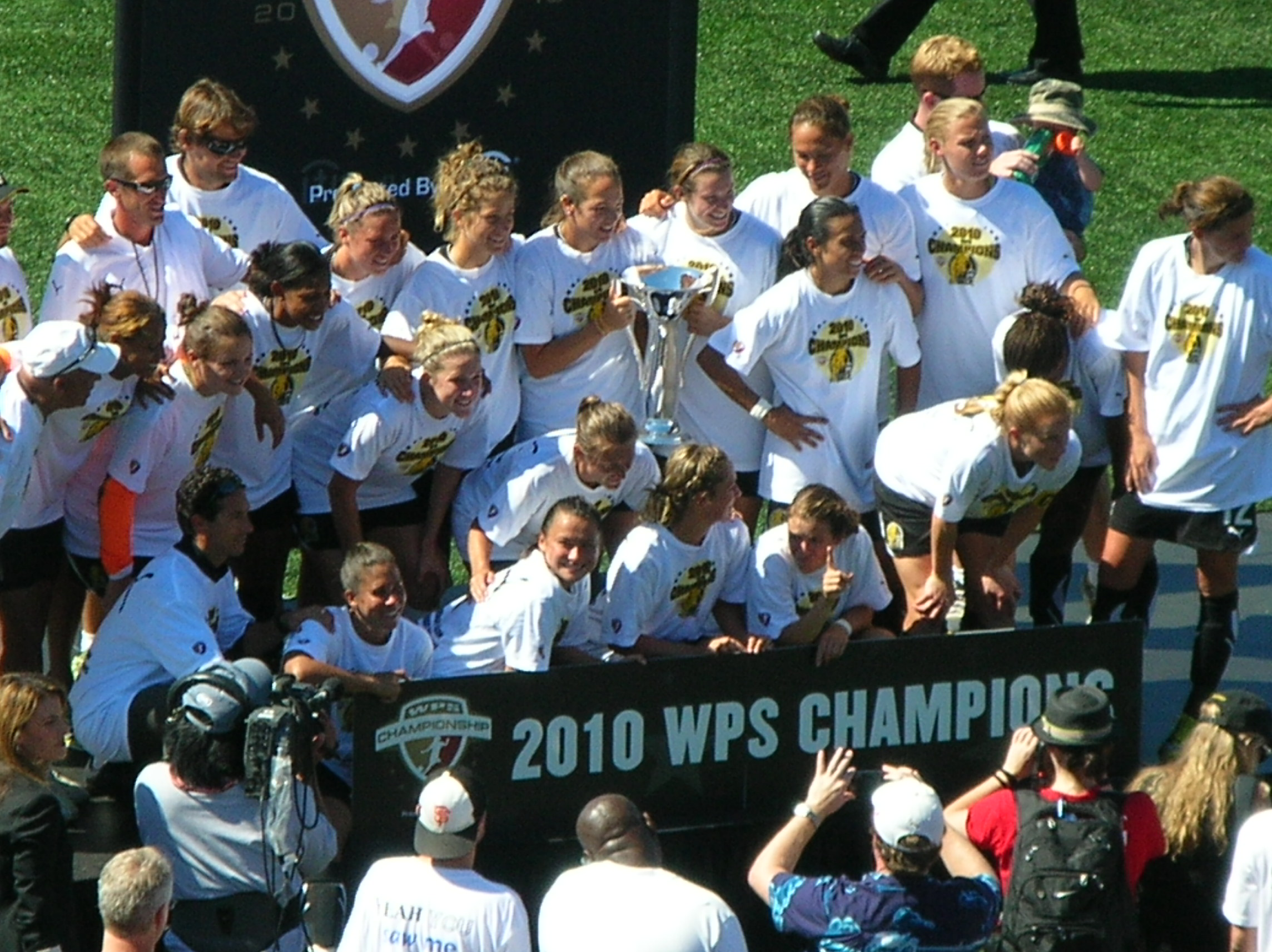
L'équipe de Gold Pride pose avec le trophée du championnat WPS

|  | Premier tour                  | Premier tour                  | Premier tour                  | Premier tour                  |                   |   | Super demi-finale | Super demi-finale | Super demi-finale | Super demi-finale |  |  | Finale WPS        | Finale WPS | Finale WPS | Finale WPS |
|  |                               |                               |                               |                               |                   |   |                   |                   |                   |                   |  |  |                   |            |            |            |
|  |                               |                               |                               |                               |                   |   |                   |                   |                   |                   |  |  | 26 septembre 2010 |            |            |            |
|  |                               |                               |                               |                               |                   |   |                   |                   |                   |                   |  |  |                   |            |            |            |
|  |                               |                               |                               |                               |                   |   |                   |                   |                   |                   |  |  |                   |            |            |            |
|  |                               |                               |                               |                               |                   |   |                   |                   |                   |                   |  |  |                   |            |            |            |
|  |                               |                               |                               |                               |                   |   |                   |                   |                   |                   |  |  |                   |            |            |            |
|  |                               |                               |                               |                               |                   |   |                   |                   |                   |                   |  |  |                   |            |            |            |
|  |                               |                               |                               |                               |                   |   |                   |                   |                   |                   |  |  |                   |            |            |            |
|  |                               |                               |                               |                               |                   |   |                   |                   |                   |                   |  |  |                   |            |            |            |
|  |                               |                               |                               |                               |                   |   |                   |                   |                   |                   |  |  |                   |            |            |            |
|  |                               | 23 septembre 2010             |                               |                               |                   |   |                   |                   |                   |                   |  |  |                   |            |            |            |
|  |                               |                               |                               |                               |                   |   |                   |                   |                   |                   |  |  |                   |            |            |            |
|  | (1) FC Gold Pride             | (1) FC Gold Pride             | 4                             | 4                             |                   |   |                   |                   |                   |                   |  |  |                   |            |            |            |
|  | (1) FC Gold Pride             | (1) FC Gold Pride             | 4                             | 4                             |                   |   |                   |                   |                   |                   |  |  |                   |            |            |            |
|  |                               |                               | (3) Philadelphia Independence | (3) Philadelphia Independence | 0                 | 0 |                   |                   |                   |                   |  |  |                   |            |            |            |
|  |                               |                               |                               |                               | 0                 | 0 |                   |                   |                   |                   |  |  |                   |            |            |            |
|  |                               |                               |                               |                               |                   |   |                   |                   |                   |                   |  |  |                   |            |            |            |
|  |                               |                               |                               |                               |                   |   |                   |                   |                   |                   |  |  |                   |            |            |            |
|  | (2) Boston Breakers           | (2) Boston Breakers           | 1                             | 1                             |                   |   |                   |                   |                   |                   |  |  |                   |            |            |            |
|  | (2) Boston Breakers           | (2) Boston Breakers           | 1                             | 1                             | 19 septembre 2010 |   |                   |                   |                   |                   |  |  |                   |            |            |            |
|  |                               |                               | (3) Philadelphia Independence | (3) Philadelphia Independence | 2                 | 2 |                   |                   |                   |                   |  |  |                   |            |            |            |
|  | (3) Philadelphia Independence | (3) Philadelphia Independence | (3) Philadelphia Independence | (3) Philadelphia Independence | 2                 | 2 | 1                 | 1                 |                   |                   |  |  |                   |            |            |            |
|  | (3) Philadelphia Independence | (3) Philadelphia Independence |                               |                               |                   |   |                   | 1                 |                   |                   |  |  |                   |            |            |            |
|  | (4) Washington Freedom        | (4) Washington Freedom        | 0                             | 0                             |                   |   |                   |                   |                   |                   |  |  |                   |            |            |            |
|  | (4) Washington Freedom        | (4) Washington Freedom        | 0                             | 0                             |                   |   |                   |                   |                   |                   |  |  |                   |            |            |            |
|  |                               |                               |                               |                               |                   |   |                   |                   |                   |                   |  |  |                   |            |            |            |

Finale :
| 26 septembre 2010 | FC Gold Pride                              | 4 - 0 | Philadelphia Independence | Pioneer Stadium, Hayward, Californie             |                                                  |
| 19:30             | Sinclair 16e, 53e · Wilson 28e · Marta 90e |       |                           | Spectateurs : 5 228 Arbitrage : Jennifer Bennett | Spectateurs : 5 228 Arbitrage : Jennifer Bennett |

| FC Gold Pride :  |    |                     |
|                  |    |                     |
| G                | 1  | Nicole Barnhart     |
| D                | 5  | Candace Chapman 80e |
| D                | 4  | Rachel Buehler      |
| D                | 3  | Ali Riley           |
| D                | 14 | Becky Edwards       |
| M                | 77 | Shannon Boxx 75e    |
| M                | 20 | Camille Abily 66e   |
| A                | 9  | Kandace Wilson      |
| A                | 15 | Tiffeny Milbrett    |
| A                | 12 | Christine Sinclair  |
| A                | 10 | Marta               |
| Remplacements :  |    |                     |
| M                | 13 | Kristen Graczyk 80e |
| A                | 7  | Kelley O'Hara 66e   |
| A                | 11 | Kiki Bosio 75e      |
| Entraîneur :     |    |                     |
| Albertin Montoya |    |                     |

| Philadelphia Independence : |    |                         |     |     |
|                             |    |                         |     |     |
| G                           | 1  | Val Henderson           |     |     |
| D                           | 15 | Nikki Krzysik           |     |     |
| D                           | 3  | Allison Falk            |     |     |
| D                           | 24 | Estelle Johnson         |     |     |
| M                           | 6  | Lori Lindsey            | 58e |     |
| M                           | 4  | Jen Buczkowski          |     |     |
| M                           | 9  | Caroline Seger          | 76e |     |
| M                           | 20 | Tina DiMartino          |     |     |
| A                           | 26 | Hólmfríður Magnúsdóttir |     |     |
| A                           | 8  | Amy Rodriguez           |     |     |
| A                           | 10 | Lianne Sanderson        | 64e |     |
| Remplacements :             |    |                         |     |     |
| A                           | 19 | Danesha Adams           |     | 58e |
| D                           | 2  | Heather Mitts           |     | 64e |
| M                           | 16 | Lyndsey Patterson       |     | 76e |
| Entraîneur :                |    |                         |     |     |
| Paul Riley                  |    |                         |     |     |

## Leaders

### Buts / Passes
| Rang | Joueuse            | Club                               | B  | Min  |
| ---- | ------------------ | ---------------------------------- | -- | ---- |
| 1    | Marta              | FC Gold Pride                      | 15 | 1800 |
| 2    | Amy Rodriguez      | Philadelphia Independence          | 12 | 1744 |
| 3    | Kelly Smith        | Boston Breakers                    | 10 | 1486 |
| 3    | Abby Wambach       | Washington Freedom                 | 10 | 1709 |
| 5    | Eniola Aluko       | Saint Louis Athletica/Atlanta Beat | 9  | 1456 |
| 6    | Ella Masar         | Chicago Red Stars                  | 8  | 1146 |
| 6    | Christine Sinclair | FC Gold Pride                      | 8  | 1694 |
| 8    | Jordan Angeli      | Boston Breakers                    | 6  | 1097 |
| 9    | Laura Kalmari      | Sky Blue FC                        | 5  | 1322 |
| 9    | Lauren Cheney      | Boston Breakers                    | 5  | 1566 |

| Rang | Joueuse            | Club                                | P | Min  |
| ---- | ------------------ | ----------------------------------- | - | ---- |
| 1    | Abby Wambach       | Washington Freedom                  | 8 | 1709 |
| 2    | Christine Sinclair | FC Gold Pride                       | 7 | 1694 |
| 2    | Lori Lindsey       | Philadelphia Independence           | 7 | 1717 |
| 4    | Amy Rodriguez      | Philadelphia Independence           | 6 | 1744 |
| 5    | Caroline Seger     | Philadelphia Independence           | 5 | 1335 |
| 5    | Sonia Bompastor    | Washington Freedom                  | 5 | 1697 |
| 7    | Kelly Smith        | Boston Breakers                     | 4 | 1486 |
| 7    | Shannon Boxx       | Saint Louis Athletica/FC Gold Pride | 4 | 1490 |
| 7    | Sarah Huffman      | Washington Freedom                  | 4 | 1611 |
| 7    | Heather O'Reilly   | Sky Blue FC                         | 4 | 1620 |
| 7    | Marian Dalmy       | Chicago Red Stars                   | 4 | 1980 |

### Fautes
| Rang | Joueuse                 | Club                                | FC | Min  |
| ---- | ----------------------- | ----------------------------------- | -- | ---- |
| 1    | Megan Rapinoe           | Chicago Red Stars                   | 33 | 1314 |
| 1    | Formiga                 | Chicago Red Stars                   | 33 | 1707 |
| 3    | Jen Buczkowski          | Philadelphia Independence           | 30 | 1583 |
| 4    | Hólmfríður Magnúsdóttir | Philadelphia Independence           | 29 | 1413 |
| 5    | Caroline Seger          | Philadelphia Independence           | 28 | 1335 |
| 6    | Katie Chapman           | Chicago Red Stars                   | 26 | 1694 |
| 7    | Sonia Bompastor         | Washington Freedom                  | 24 | 1697 |
| 7    | Abby Wambach            | Washington Freedom                  | 24 | 1709 |
| 9    | Kelly Smith             | Boston Breakers                     | 23 | 1486 |
| 10   | Shannon Boxx            | Saint Louis Athletica/FC Gold Pride | 21 | 1490 |

| Rang | Joueuse           | Club                               | FS | Min  |
| ---- | ----------------- | ---------------------------------- | -- | ---- |
| 1    | Sonia Bompastor   | Washington Freedom                 | 42 | 1697 |
| 2    | Kelly Smith       | Boston Breakers                    | 41 | 1486 |
| 3    | Abby Wambach      | Washington Freedom                 | 33 | 1709 |
| 4    | Lori Chalupny     | Saint Louis Athletica/Atlanta Beat | 32 | 1378 |
| 5    | Formiga           | Chicago Red Stars                  | 27 | 1707 |
| 6    | Leslie Osborne    | Boston Breakers                    | 22 | 1440 |
| 7    | Karen Carney      | Chicago Red Stars                  | 21 | 1347 |
| 8    | Johanna Rasmussen | Atlanta Beat                       | 19 | 1404 |
| 8    | Aya Miyama        | Saint Louis Athletica/Atlanta Beat | 19 | 1592 |
| 8    | Cristiane         | Chicago Red Stars                  | 19 | 1808 |

### Gardiennes
| Rang | Gardienne       | Club                               | J  | MINS | BE | BE/M | V-N-D  | INV |
| ---- | --------------- | ---------------------------------- | -- | ---- | -- | ---- | ------ | --- |
| 1    | Nicole Barnhart | FC Gold Pride                      | 18 | 1620 | 14 | 0.78 | 11-4-3 | 7   |
| 2    | Jillian Loyden  | Chicago Red Stars                  | 21 | 1890 | 26 | 1.24 | 4-6-11 | 5   |
| 3    | Hope Solo       | Saint Louis Athletica/Atlanta Beat | 18 | 1620 | 26 | 1.44 | 6-7-5  | 5   |

## Récompenses

### Joueuse de la semaine
| Semaine                                                                   | Joueuse de la semaine | Club                      |
| ------------------------------------------------------------------------- | --------------------- | ------------------------- |
| Semaine 1                                                                 | Eniola Aluko          | Saint Louis Athletica     |
| Semaine 2                                                                 | Abby Wambach          | Washington Freedom        |
| Semaine 3                                                                 | Lori Lindsey          | Philadelphia Independence |
| « Semaine 4 »(Archive.org • Wikiwix • Archive.is • Google • Que faire ?)  | Sonia Bompastor       | Washington Freedom        |
| « Semaine 5 »(Archive.org • Wikiwix • Archive.is • Google • Que faire ?)  | Karen Bardsley        | Sky Blue FC               |
| Semaine 6                                                                 | Marta                 | FC Gold Pride             |
| Semaine 7                                                                 | Kosovare Asllani      | Chicago Red Stars         |
| Semaine 8                                                                 | Amy Rodriguez         | Philadelphia Independence |
| Semaine 9                                                                 | Marta                 | FC Gold Pride             |
| « Semaine 10 »(Archive.org • Wikiwix • Archive.is • Google • Que faire ?) | Danesha Adams         | Philadelphia Independence |
| Semaine 11                                                                | Amy Rodriguez         | Philadelphia Independence |
| « Semaine 12 »(Archive.org • Wikiwix • Archive.is • Google • Que faire ?) | Marta                 | FC Gold Pride             |
| « Semaine 13 »(Archive.org • Wikiwix • Archive.is • Google • Que faire ?) | Ella Masar            | Chicago Red Stars         |
| « Semaine 14 »(Archive.org • Wikiwix • Archive.is • Google • Que faire ?) | Christine Sinclair    | FC Gold Pride             |
| « Semaine 15 »(Archive.org • Wikiwix • Archive.is • Google • Que faire ?) | Caroline Seger        | Philadelphia Independence |
| « Semaine 16 »(Archive.org • Wikiwix • Archive.is • Google • Que faire ?) | Hope Solo             | Atlanta Beat              |
| « Semaine 17 »(Archive.org • Wikiwix • Archive.is • Google • Que faire ?) | Kelly Smith           | Boston Breakers           |
| « Semaine 18 »(Archive.org • Wikiwix • Archive.is • Google • Que faire ?) | Amy Rodriguez         | Philadelphia Independence |

### Joueuse du mois
| Mois    | Joueuse du mois | Club                      | Stats du mois                                                                                                   |
| ------- | --------------- | ------------------------- | --- |
| Avril   | Lori Lindsey    | Philadelphia Independence | « 4 P en 3 match; Independence 1-2-0 en avril »(Archive.org • Wikiwix • Archive.is • Google • Que faire ?)      |
| Mai     | Karen Bardsley  | Sky Blue FC               | 31 arrêts et 2 clean-sheets en 4 matchs; Sky Blue 1-2-1 en mai                                                  |
| Juin    | Amy Rodriguez   | Philadelphia Independence | « 5 B, 2 P en 5 matchs; Independence 3-1-1 en juin »(Archive.org • Wikiwix • Archive.is • Google • Que faire ?) |
| Juillet | Jordan Angeli   | Boston Breakers           | « 4 B, 1 P en 6 matchs; Breakers 5-0-1 en juillet »(Archive.org • Wikiwix • Archive.is • Google • Que faire ?)  |

### Fin d'année
La WPS annonce les gagnants, le 16 septembre.
| Récompense                  | Vainqueur       | Club                      |
| --------------------------- | --------------- | ------------------------- |
| Joueuse de l'année          | Marta           | FC Gold Pride             |
| Défenseur de l'année        | Amy LePeilbet   | Boston Breakers           |
| Gardienne de l'année        | Nicole Barnhart | FC Gold Pride             |
| Rookie de l'année           | Ali Riley       | FC Gold Pride             |
| Entraîneur de l'année       | Paul Riley      | Philadelphia Independence |
| Joueuse implication sociale | Natalie Spilger | Chicago Red Stars         |
| Meilleure buteuse           | Marta           | FC Gold Pride             |